# 官塘站
官塘站是金华轨道交通金义东线的一座车站，位于中华人民共和国浙江省金华市义乌市稠江街道官塘下村国贸大道和富港大道十字路口西南侧，设有出库线连接官塘停车场。金义东线义乌段沿国贸大道布置，国贸大道系由原浙赣铁路义乌段改建而成的城市道路，曾设有官塘火车站。为配合线路建设，国贸大道于2019年1月17日起大面积封道，而义亭站至官塘站区间段主体首桩则于2019年6月13日开钻，标志线路进入施工阶段。车站站房于2020年11月封顶，2022年1月11日投入使用。

## 车站结构
官塘站为路侧高架三层车站，沿国贸大道布置，总建筑面积为9801平方米。站台层设有一座宽12米的岛式站台一座，布置有陈望道主题艺术墙。
| 3层  |                    | █ 金义东线 往金华站（义亭）  |  |  |
|      | 岛式站台，左侧开门 |                              |  |  |
|      |                    | █ 金义东线 往秦塘（稠江）    |  |  |
| 2层  | 站厅               | 票务服务、自动售票机、卫生间 |  |  |
| 地面 |                    | 出入口                       |  |  |

### 出入口
官塘站共设有3个出入口。
| 编号          | 建议前往的目的地                   | 图片 |
| ------------- | ---------------------------------- | ---- |
| A             | 国贸大道、富港大道、官塘路、万贸路 |      |
| B             | 国贸大道                           |      |
| C             | 国贸大道、富港大道、城店南路       |      |
| 註： 设有电梯 |                                    |      |